# 西班牙人牧場 (加利福尼亞州)
西班牙人牧場（英語：Spanish Ranch）是位於美國加利福尼亞州普盧默斯縣的一個非建制地區。該地的面積和人口皆未知。

## 地理
西班牙人牧場的座標為39°57′03″N 121°03′26″W / 39.95083°N 121.05722°W，而該地的平均海拔高度為1118米（即3668英尺）。